# Dihybocercus lunaris
Dihybocercus lunaris är en insektsart som först beskrevs av Luisa Eugenia Navas 1926.  Dihybocercus lunaris ingår i släktet Dihybocercus och familjen Embiidae. Inga underarter finns listade i Catalogue of Life.